# Live in Río
Live in Río es el tercer DVD del grupo mexicano RBD. Fue grabado el 8 de octubre de 2006 en el Estadio Maracaná en Río de Janeiro, Brasil, y contó con una asistencia de 84 911 personas. El concierto formó parte de su gira mundial "Nuestro Amor Tour" y su gira por Brasil titulada "RBD Tour Brasil". El mismo contó con una recaudación de US$1 270 957. El DVD se lanzó a la venta el 2 de febrero de 2007 en Brasil y el 20 de marzo de 2007 en Estados Unidos y México.
En dicho concierto se presenta por primera vez el primer sencillo, «Ser o parecer», de su tercer álbum de estudio titulado Celestial.
RBD se convirtió en el primer grupo de habla hispana en llenarlo superando a otros artistas como Guns N' Roses o Luis Miguel.

## Antecedentes y lanzamiento
En 2006 una de las integrantes de la agrupación, Anahí, confirma la grabación en DVD del concierto que se realizara en el Estadio Maracaná, manifestando «Imagínate qué emocionante, que RBD va a grabar su nuevo disco en vivo en el estadio Maracaná, yo creo que si es un regalo para la gente que verdaderamente nos quiere, además yo a ese concierto le tengo tanta fe y muy pronto ustedes lo van a poder ver (en dvd) para que vean que fue lo que sucedió».
El DVD se grabó el 8 de octubre de 2006 ante más de 50,000 personas en Río de Janeiro, Brasil. El concierto formó parte del tour que la banda realizó por dicho país titulado "RBD Tour Brasil", el cual recorrió 13 ciudades. El concierto fue filmado con 27 cámaras simultáneas grabando, y dos en helicóptero.
El repertorio está conformado por los temas de sus álbumes Rebelde y Nuestro amor, y contó con el estreno del primer sencillo del álbum Celestial, «Ser o parecer». RBD se convirtió en primera agrupación mexicana en presentarse en el Estadio Maracaná, y en realizar un tour por diversas ciudades de Brasil. El 2 de febrero de 2007 es lanzado en Brasil y el 20 de marzo de 2007 es lanzado a la venta en Estados Unidos y México.
Alfonso Herrera recomendó el DVD, y agregó «Es un dvd maravilloso, yo tuve la oportunidad de ver algunos cachos, es impresionante, desde el lugar, hasta cómo lo hicieron y el espectáculo maravilloso, los fuegos artificiales, es impactante», mientras que Maite Perroni lo definió como un concierto lleno de pasión, de amor y menciona el cálido recibimiento de la gente argumentando «terminamos bailando samba, estuvimos muy felices con toda la gente, la verdad es que como ese ha habido muchísimas historias, fue un momento muy lindo».

## Lista de canciones
1. "Abertura" [Intro] – 0:51
2. "Rebelde" – 3:32
3. "Santa No Soy" – 3:07
4. "Así Soy Yo" – 3:00
5. "Feliz Cumpleaños" – 2:55
6. "Enséñame" – 4:17
7. "Qué Fue Del Amor" – 3:29
8. "Cuando El Amor Se Acaba" – 3:34
9. "Una Canción" – 3:58
10. "Este Corazón" –3:27
11. "Solo Para Ti" – 4:04
12. "Me Voy" - 04:24
13. "Sálvame" – 09:00
14. "Tenerte Y Quererte" – 3:44
15. "We Will Rock You" Interludio: presentación de la banda/ Intro "No Pares" – 7:45
16. "No Pares" – 5:34
17. "A Tu Lado" – 04:10
18. "Fuera" 06:00
19. "Solo Quédate En Silencio" [Versión En Portugués, "Fique Em Silêncio"] – 3:44
20. "Qué Hay Detrás" – 3:47
21. "Un Poco De Tu Amor" – 5:36
22. "Aún Hay Algo"/ Piano Intro – 3:38
23. "Tras De Mí" – 5:06
24. "Ser O Parecer" – 3:42
25. "Nuestro Amor" – 3:53
26. "Rebelde" [Versión Rock En Portugués] – 3:44
27. "Samba da Mocidade: O Grande Circo Místico/Citação da Música: 'Sou Brasileiro'" – 6:56

Bonus
- Detrás de escena/The Making Of... The DVD
- Galería de fotos
- Documental

## Charts

### Semanales
| País   | Lista (2007)                    | Mejor Posición |
| ------ | ------------------------------- | -------------- |
| España | PROMUSICAE - Top 20 DVD Musical | 1              |
| Brasil | ABPD - Top 25 DVD Musical       | 1              |

### Mensuales
| País      | Lista (2008)               | Mejor Posición |
| --------- | -------------------------- | -------------- |
| Argentina | CAPIF - Top 20 DVD Musical | 14             |

### Anuales
| País   | Listas (2007)                        | Posición |
| ------ | ------------------------------------ | -------- |
| Brasil | ABPD TOP 20 DVD – 2007               | 14       |
| España | PROMUSICAE - TOP 10 DVD MUSICAL 2007 | 4        |

### Certificación
| País   | Organismo certificador | Certificación | Ventas certificadas | Ref.          |
| ------ | ---------------------- | ------------- | ------------------- | ------------- |
| México | AMPROFON               | Platino       | 20 000              | [ 15 ] [ 16 ] |

## Historial de lanzamiento
| País           | Fecha                | Formato               | Discográfica |
| -------------- | -------------------- | --------------------- | ------------ |
| Brasil         | 2 de febrero de 2007 | DVD, Descarga digital | EMI          |
| Estados Unidos | 20 de marzo de 2007  | DVD, Descarga digital | EMI          |
| México         | 20 de marzo de 2007  | DVD, Descarga digital | EMI          |
| Mundial        | 21 de julio de 2023  | Streaming             | EMI          |